# Xysticus lineatus
Xysticus lineatus là một loài nhện trong họ Thomisidae.
Loài này thuộc chi Xysticus. De gestreepte struikkrabspin được Johan Peter Westring miêu tả năm 1851.